# 魏大中
魏 大中（ぎ だいちゅう、1575年 - 1625年）は、明代の官僚。魏忠賢の迫害により惨死した東林六君子のひとり。字は孔時、号は廓園。本貫は嘉興府嘉善県。

## 生涯
自ら諸生となり、読書して品行を磨き、高攀龍に従って学問を受けた。家は酷く貧しかったが、小事にこだわらずさっぱりしていた。郷試に及第すると、家人は衣冠を新しく変えたが、大中は怒ってこれを廃棄した。1616年（万暦44年）、進士に及第し、行人の官をつとめた。たびたび勅命を受けて使者となったが、いささかも藩国を騒がせることがなかった。
1621年（天啓元年）、大中は工科給事中に抜擢された。このころ楊鎬と李如楨がすでに弾劾されて死刑が確定していた。東閣大学士の韓爌は僉都御史の王徳完の言を受けてかれらの一死を免じて減刑するよう上奏した。大中は憤慨して、これに反論する上疏をおこない、王徳完を非難し、その批判は韓爌に及んだ。天啓帝は大中を譴責したが、王徳完の怒りははなはだしく、以前に大中が李三才を任用させなかったと批判した。両人は互いに口をきわめて謗りあい、たびたび上疏したことから、韓爌は引責辞任することになった。御史の周宗建・徐揚先・張捷・徐景濂・温皋謨や給事中の朱欽相は王徳完に味方し、交互に上奏して大中を批判した。
1622年（天啓2年）、大中は同僚の周朝瑞らとともに東閣大学士の沈紘を弾劾する2度の上疏をおこない、その舌鋒は魏進忠・客氏に及んだ。泰昌帝死去をめぐる紅丸の案について意見して、方従哲・崔文昇・李可灼を処刑するよう求め、さらにはすでに死去していた鄭国泰について皇太子暗殺未遂（梃撃の案）の罪で非難した。大中は東林党迫害のもとを作った太常寺少卿王紹徽を憎んで、かれを排斥するよう上疏した。このため王紹徽は自ら官を去った。大中は礼科左給事中に転じた。
1624年（天啓4年）、吏科都給事中に転じた。楊漣が魏忠賢の二十四大罪を弾劾する上疏をおこなうと、大中も同調して魏忠賢の排除を求めた。魏忠賢は東閣大学士の魏広微と結び、御史の陳九疇に大中を弾劾させると、大中は官位3級を降格され、外任に出された。1625年（天啓5年）、大中はさらに御史の梁夢環に弾劾されて獄に下され、楊鎬や熊廷弼から賄賂を受けて銀3000両を不正に蓄えたとする罪をでっちあげられた。許顕純に苛烈な拷問を受け、7月に殺害された。享年は54。崇禎帝が即位すると、太常寺卿の位を追贈された。諡は忠節といった。
著書に『蔵密斎集』25巻があった。

## 子女
- 魏学洢（長男、字は子敬。父が獄死すると号哭して病にかかり死去した）
- 魏学濂（次男、1643年の進士。翌年に李自成が北京を陥落させると、戸部司務の職を受けたが、これを恥じて絶命詞二章を賦し、自ら縊死した）